# أبوسوم الجنوب الشرقي رباعي العيون
أبوسوم الجنوب الشرقي رباعي العيون (الاسم العلمي:Philander frenatus)، هو نوع من الأبوسوم يتواجد في البرازيل وباراغواي والأرجنتين.